# Молта (Монтана)
Мо́лта (англ. Malta, асс. iyúkšą tiʾóda, oyúwąga, oʾíyuweǧe, wakpá įyúkšą) — город в штате Монтана (США), административный центр округа Филлипс.

## География
C севера Молту ограничивает река Милк. Также в северной части города пересекаются крупные автомагистрали US 2 и US 191, там же находится железнодорожная станция Молта, в юго-западной части города находится аэропорт. Площадь города составляет 2,75 км², открытых водных пространств нет. Минимальная температура в городе составила −43 °С в декабре 1989 года, максимальная +42 °С в августе 1983 года.

## История
Поселение было образовано в 1887 под названием Подъездной путь № 54 как пункт строительства железной дороги. В 1890 году оно получило имя в честь средиземноморского острова-государства Мальты: официальный представитель Великой Северной железной дороги Джеймс Хилл крутанул глобус и выбрал название наугад. В том же году в городе открылось первое почтовое отделение. На рубеже XIX и XX веков в районе города орудовал известный бандит Харви Логан, в частности, 3 июля 1901 года он ограбил поезд, едва отбывший из Молты — его добычей стали сорок тысяч долларов, огромная по тем временам сумма. С 1913 года город является административным центром округа Филлипс, по состоянию на 2011 год в Молте проживает около 45 % населения округа.
В Молте работают четыре школы.

## Демография
Расовый состав (2010)
- белые — 88,2 % (92,8 % в 2000 году)
- коренные американцы — 5,5 % (4,6 %)
- афроамериканцы — 0,1 % (0,1 %)
- азиаты — 0,3 % (0,2 %)
- уроженцы тихоокеанских островов и Гавайев — 0,0 % (0,1 %)
- прочие расы — 0,3 % (0,2 %)
- смешанные расы — 5,6 % (2,0 %)
- латиноамериканцы (любой расы) — 2,0 % (1,0 %)

Происхождение предков
- немцы — 24,3 %
- норвежцы — 22,9 %
- ирландцы — 17,0 %
- англичане — 9,3 %
- французы — 5,6 %
- шотландцы — 5,2 %[10]

## Достопримечательности
- Палеонтологический музей Great Plains Dinosaur Museum and Field Station[11]. Центром экспозиции является мумия брахилофозавра, получившая собственное имя Леонардо[12]. Она была обнаружена недалеко от города в 2000 году[13] и занесена в Книгу рекордов Гиннесса как «наиболее хорошо сохранившийся динозавр из когда-либо найденных»[14]. Также представлены другие остатки брахилозавров, имеющие личные имена: Элвис (обнаружен в 1994 году)[15], Орешек (2002)[16] и Роберта (2003)[17].
- Музей Phillips County Museum and H.G. Robinson House & Gardens[18]